# Rain (chanteur)
Pour les articles homonymes, voir Rain.
Jung Ji-hoon (hangeul : 정지훈), connu sous les noms de scènes Rain ou Bi (비) en Corée du Sud, est un chanteur, mannequin, danseur-chorégraphe, auteur-compositeur-interprète, acteur et homme d'affaires sud-coréen, né le 25 juin 1982 à Seosan.

## Biographie

### Carrière
Il commence sa carrière en mai 2002.
La carrière de Rain comprend huit albums, dont sept coréens et un japonais, dix-neuf singles et plusieurs tournées mondiales. Sa carrière d'acteur a commencé en 2003, avec son rôle dans la série télévisée sud-coréenne Sang Doo! Let's Go To School (상두야, 학교가자!, qui lui a valu le Prix KBS du meilleur nouvel acteur.
En 2004, il a reçu le Prix KBS du meilleur acteur pour son rôle Full House (풀하우스). Après A Love To Kill (이 죽일 놈의 사랑), il joue dans son premier film sud-coréen Je suis un cyborg (싸이보그지만 괜찮아, 2006) de Park Chan-wook qui remporte le prix Alfred-Bauer au Festival international du film de Berlin.
En 2005, Bi a remporté le prix du meilleur buzz asiatique de Corée aux MTV Video Music Awards Japan 2005.
En 2007, il quitte JYP Entertainment pour fonder sa propre compagnie de management, J. Tune Entertainment.
il a également joué dans les films américains Speed Racer des Wachowski.
Il a effectué son service militaire, obligatoire en Corée du Sud, du 11 octobre 2011 au 10 juillet 2013.
À l'automne 2010, il participe à la série The Fugitive Plan B (en).

### Vie privée
Il a effectué son service militaire, obligatoire en Corée du Sud, du 11 octobre 2011 au 10 juillet 2013.
Il s'est marié en janvier 2017 avec l'actrice Kim Tae Hee,.
Le 25 octobre 2017, il annonce la naissance de son premier enfant,. Un deuxième enfant naît le 19 septembre 2019.

## Discographie

### Albums coréens
- Bad Guy (2002)
- How to Avoid the Sun (2003)
- It's Raining (2004)[11]
- Rain's World (2006)
- Rainism (2008)
- Back to the Basic (2010)
- Rain Effect (2014)
- Pieces (2021)

### Albums japonais
- Eternal Rain (2006)

### Collaborations/Duos
- Perfect interaction/Perfect collaboration avec Wang Lee Hom et Lim Jeong Hee
- Cassiopeia avec Lim Jeong Hee
- Man Up avec Omarion
- I Do (Thai version) avec Panadda
- What I Do Once I Have a Lover avec G.NA
- Summer Hate avec Zico

## Filmographie

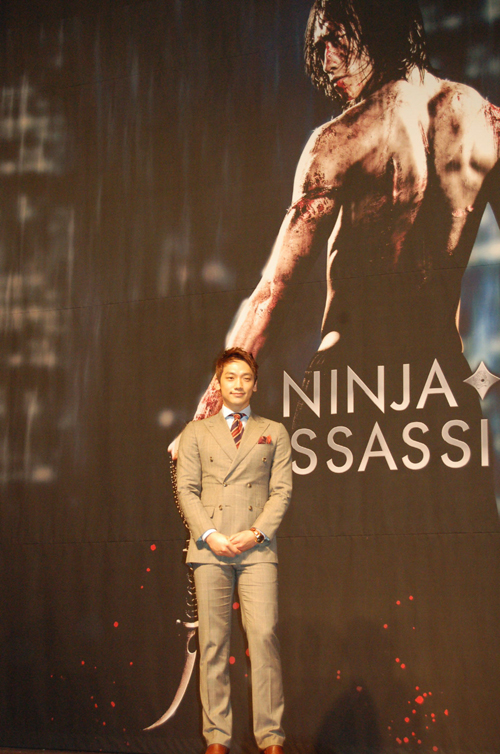
Rain devant l'affiche de Ninja Assassin en novembre 2009.

### Cinéma
- 2006 : Je suis un cyborg (싸이보그지만 괜찮아) de Park Chan-wook : Park Il-sun
- 2008 : Speed Racer des Wachowski : Taejo Togokahn
- 2009 : Ninja Assassin (닌자 어쌔신) de James McTeigue : Raizo
- 2012 : Windfighters : Les Guerriers du ciel (알투비:리턴투베이스) de Kim Dong-weon : Jeong Tae-hoon
- 2014 : The Prince de Brian A. Miller : Mark

### Séries télévisées
- 2002 : Orange (오렌지)
- 2003 : Sang Doo! Let's Go To School (상두야, 학교가자!) de Lee Hyeong-min : Cha Sang-doo
- 2004 : Full House (풀하우스) de Jeong Seong-hyo, Park Chan-yool et Pyo Min-soo : Lee Yeong-jae
- 2005 : A Love to Kill (이 죽일 놈의 사랑 de Kim Kyoo-tae et Kwak Jeong-hwan : Kang Bok-goo
- 2008 : East of Eden (에덴의 동쪽) de So Won-young :
- 2010 : The fugitive- Plan.B 도망자 Plan.B) de Kwak Jeong-hwan : Ji Woo
- 2014 : My Lovely Girl (내겐 너무 사랑스러운 그녀) de Park Hyeong-gi : Lee Hyeon-wook (16 épisodes)[12]
- 2016 : Please Come Back, Mister (돌아와요 아저씨) de Sin Yoon-seob : Lee Hae-joon
- 2017-2018: Idol Rebooting Project: The Unit (아이돌 리부팅 프로젝트 더 유닛)
- 2022 : Ghost doctor (réalisée par Boo Seong Cheol) : Cha Young-min[13],[14]
- 2024: Red Swan (화인가 스캔들) : Seo Do-yoon[15],[16]
- 2025 : La traque dans le sang 2 (사냥개들) : Baek Jeong[17]

## Distinctions

### Golden Disc Awards(골든 디스크 어워드)
- 2002 - Récompensé : Prix du Meilleur nouvel artiste (hangeul : 음반 신인상)[18]
- 2004 - Récompensé : Prix du Disc Bonsang (hangeul : 본상) pour l'album "It's raining"[11]

### KBS Music Awards / KBS Song Festival (KBS 가요대축제,KBS Gayo Daechukje)
- 2002 - Récompensé : Prix du Meilleur nouvel artiste (hangeul : 올해의 가수상)
- 2002 - Récompensé : Prix de l'artiste le plus populaire (hangeul : PD가 선정한 인기 가수상)
- 2004 - Récompensé : Grand Prix (hangeul : 대상) pour la chanson "It's raining"[19],[20]

### KBS Drama Awards(KBS 연기대상,KBS Yeon-gi Daesang)
- 2003 - Récompensé : Prix du Meilleur nouvel acteur (hangeul : 신인연기상) pour son rôle dans Sang Doo! Let's Go to School[21],[22],[23]
- 2003 - Récompensé : Prix Netizen (hangeul : 네티즌상) pour son rôle dans Sang Doo! Let's Go to School[21]
- 2003 - Récompensé : Prix de l'artiste le plus populaire (hangeul : 인기상) pour son rôle dans Sang Doo! Let's Go to School[21]
- 2003 - Récompensé : Prix du Meilleur couple (hangeul : 베스트 커플상) avec Gong Hyo-jin dans Sang Doo! Let's Go to School[21]
- 2004 - Récompensé : Prix Top Excellence Meilleur acteur (hangeul : 최우수상) pour son rôle dans Full House[22],[24],[25]
- 2004 - Récompensé : Prix Netizen (hangeul : 네티즌상) pour son rôle dans Full House
- 2004 - Récompensé : Prix de l'artiste le plus populaire (hangeul : 인기상) pour son rôle dans Full House[26]
- 2004 - Récompensé : Prix du Meilleur couple (hangeul : 베스트 커플상) avec Song Hye-kyo dans Full House
- 2005 - Nommé : Prix Top excellence Meilleur acteur (hangeul : 최우수상) pour son rôle dans A love to kill
- 2005 - Récompensé : Prix Netizen (hangeul : 네티즌상) pour son rôle dans A love to kill
- 2010 - Nommé : Prix Excellence (hangeul : 우수상) Meilleur acteur dans un drama mi-long pour son rôle dans The Fugitive: Plan B
- 2010 - Nommé : Prix du Meilleur couple (hangeul : 베스트 커플상) avec Lee Na-young dans The Fugitive: Plan B

### MBC Gayo Daejejeon (hangeul:MBC 가요대제전)
- 2002 - Récompensé : Prix Top 10 des meilleurs artistes (hangeul : MBC 10대 가수)
- 2003 - Récompensé : Prix Top 10 des meilleurs artistes (hangeul : MBC 10대 가수)
- 2004 - Récompensé : Prix Top 10 des meilleurs artistes (hangeul : MBC 10대 가수)

### Mnet Music Video Festival /MAMA Awards(hangeul:마마 어워즈)
- 2002 - Récompensé : Prix du Meilleur nouvel artiste (hangeul : 신인 남자 부문) pour "Bad guy"[27]
- 2003 - Nommé : Prix du Meilleur artiste masculin solo (hangeul : 남자솔로 가수상) pour "Ways To Avoid The Sun"
- 2004 - Nommé : Prix du Meilleur artiste masculin solo (hangeul : 남자솔로 가수상) pour "It's raining"
- 2004 - Nommé : Prix de la Meilleure performance danse (hangeul : 베스트 댄스 퍼포먼스 솔로) pour "It's raining"
- 2004 - Récompensé : Prix du Clip vidéo le plus populaire (hangeul : 최고 인기 뮤직 비디오상) pour "It's raining"[28],[29]
- 2006 - Nommé : Prix de la Meilleure performance danse (hangeul : 베스트 댄스 퍼포먼스 솔로) pour "I'm coming"
- 2006 - Récompensé :  Prix du Meilleur artiste masculin solo (hangeul : 남자솔로 가수상) pour "I'm coming"[30]
- 2009 - Nommé : Prix du Meilleur artiste masculin solo (hangeul : 남자솔로 가수상) pour "Rainism"
- 2010 - Nommé : Prix du Meilleur artiste masculin solo (hangeul : 남자솔로 가수상) pour "Love Song"
- 2010 - Récompensé : Prix de la Meilleure performance danse (hangeul : 베스트 댄스 퍼포먼스 솔로) pour "Love Song"[31]
- 2014 - Nommé : Prix du Meilleur artiste masculin solo (hangeul : 남자솔로 가수상) pour "30 Sexy"
- 2014 - Nommé : Prix de la Meilleure performance danse (hangeul : 베스트 댄스 퍼포먼스 솔로) pour "30 Sexy"

### MTV Movie Award
- 2010 - Récompensé : Prix Biggest Baddass Star pour son rôle Raizo dans Ninja Assassin[32]

### SBS Gayo Daejeon (hangeul:SBS 가요대전)
- 2002 - Récompensé : Prix du Meilleur nouvel artiste (hangeul : 신인상)
- 2004 - Récompensé : Prix Bonsang (hangeul : 본상)
- 2004 - Récompensé : Prix de l'artiste le plus populaire (hangeul : 최고 인기상)

### 2004
- SBS Awards : Meilleure Performance masculine
- The Korean Music Awards 2004 - Meilleur artiste de l'année
- Popularity Award of TV Part (The Baek Sang Arts Grand Award
- Andre Kim Star Awards : Meilleur acteur
- The 40th Baek Sang Arts Grand Awards : Prix de popularité

### 2005
- MTV Asia Awards : Artiste favori
- MTV Korea Awards : Meilleur chanteur
- MTV China Awards : CCTV Mandarin Music Honors Award
- MTV Video Music Awards Japan : Meilleur buzz Asie
- Channel V : Meilleur Single
- Channel V Music Video Awards : L'artiste asiatique le plus populaire
- Andre Kim Awards : Meilleur Star
- Korea Cultural Content Grand Prize - Catégorie Musique
- Virgin Radio Hits 40 Awards : Meilleur artiste asiatique
- Hong Kong Universal Records : Golden Record Award
- LA City Hall - Prix Échange Culturel entre la Corée du Sud et les États-Unis

### 2006
- Time Magazine Awards : 100 personnes les plus influentes au monde
- Asia TV Awards : Meilleur style de film pour A love to kill
- MKMF Mnet Awards : Meilleur artiste masculin
- SBS Gayo Daejun 2006 : Bonsang
- RTHK International Pop Poll Award : Top New Actor & Most Sold Asian Albums
- IFPI Hong Kong Music Sale Awards : Korea and Japan Music Award
- HITO Pop Music Awards : HITO Asian Music Awards

### 2007
- Artiste du mois (janvier) : MTV Asia
- 43rd Baeksang Arts Awards : Meilleur nouvel acteur pour I'm a Cyborg, But That's OK
- Festival international du film de Berlin : Prix Alfred-Bauer pour I'm a Cyborg, But That's OK
- 4th Netizen Entertainment Awards : Meilleur chanteur masculin
- Hallyu Grand Award
- 44th DaeJong Film Awards : Prix de la popularité à l'étranger
- Meilleur artiste masculin asiatique à Macao (Chine)
- People Magazine Awards : Les 100 plus belles célébrités au monde
- Korean Entertainment Business Association: Star (Music) Award
- 2007 Mobile Entertainment Awards : Meilleur chanteur masculin
- 1st Korean Film Awards : Meilleur Acteur

### 2008
- Bonsang Golden Disk Award
- Style Icon of the Year
- SBS Mutizen Award (Meilleure chanson : Rainism)
- Korea Image Stepping Stone Award 2008 (Korea Image Communication Institute)

### 2009
- Ambassadeur de bonne volonté (Ministère d'Agriculture, Corée du Sud)
- Global Publicity Ambassador : La ville de Séoul
- KBS Hit Chart - Top Albums (Top 1) Rainism Recollection
- HITO Music Awards Tokyo : Meilleure chanson Asiatique "Rainism"
- Asian Television Awards : Hip Korea Discovery Channel (Best Infotainment Program, Best Cross-Platform Content)

### 2010
- Korea Achievement Award (Korean Culture & Content Agency)
- Green Growth Life Ambassador of South Korea (Lee Da-hae)
- Green Planet Movie Awards : Meilleur Artiste International (Asie), Meilleur Ambassadeur de la Culture Asiatique, L'un des 10 Asiatiques les plus remarquables à Hollywood